# Federal Prospects Hockey League 2022-2023
La Federal Prospects Hockey League 2022-2023 è stata la tredicesima edizione di questo campionato. 

## Squadre partecipanti
Le squadre iscritte sono tornate ad essere dieci, suddivise in due divisioni. Sono state confermate tutte e sette le squadre della stagione precedente, cui si sono aggiunte Mississippi Sea Wolves, Elmira Mammoth e Motor City Rockers.
I Delaware Thunder hanno dovuto sospendere le attività a quattro giornate dalla fine della stagione regolare, a metà aprile, perché non gli venne prorogata la disponibilità dello stadio. Si trovavano comunque all'ultimo posto del loro girone, esclusi dai play-off.

## Regular season
La stagione regolare si è svolta tra ottobre 2022 ed aprile 2023, ed ha visto qualificarsi ai play-off le prime quattro squadre di ciascun girone.

### Continental Division
| Pos. | Squadra                | G  | V  | VOT | POT | P  | GF  | GS  | Pt  | %     |
| ---- | ---------------------- | -- | -- | --- | --- | -- | --- | --- | --- | ----- |
| 1.   | Carolina Thunderbirds  | 56 | 33 | 7   | 4   | 12 | 278 | 176 | 117 | 0.696 |
| 2.   | Columbus River Dragons | 56 | 31 | 9   | 5   | 11 | 255 | 150 | 116 | 0.690 |
| 3.   | Motor City Rockers     | 56 | 27 | 5   | 6   | 18 | 220 | 198 | 97  | 0.577 |
| 4.   | Port Huron Prowlers    | 56 | 26 | 2   | 4   | 24 | 232 | 231 | 86  | 0.512 |
| 5.   | Mississippi Sea Wolves | 56 | 13 | 4   | 4   | 35 | 199 | 304 | 51  | 0.304 |

### Western Division
| Pos. | Squadra                | G        | V        | VOT      | POT      | P        | GF       | GS       | Pt       | %        |
| ---- | ---------------------- | -------- | -------- | -------- | -------- | -------- | -------- | -------- | -------- | -------- |
| 1.   | Danbury Hat Tricks     | 56       | 36       | 8        | 5        | 7        | 251      | 156      | 129      | 0.768    |
| 2.   | Binghamton Black Bears | 56       | 33       | 3        | 5        | 15       | 285      | 195      | 110      | 0.655    |
| 3.   | Watertown Wolves       | 56       | 13       | 7        | 4        | 32       | 160      | 217      | 57       | 0.339    |
| 4.   | Elmira Mammoth         | 56       | 13       | 1        | 7        | 35       | 162      | 270      | 48       | 0.286    |
| 5.   | Delaware Thunder       | ritirata | ritirata | ritirata | ritirata | ritirata | ritirata | ritirata | ritirata | ritirata |

Criteri: 1) Percentuale di vittoria; 2) Numero di vittorie; 3) Punti; 4) Classifica avulsa; 5) Differenza reti

## Playoff
|  | Quarti di finale       | Quarti di finale       | Quarti di finale       | Quarti di finale | Quarti di finale |  |  | Semifinali             | Semifinali             | Semifinali            | Semifinali            | Semifinali |   |   | Finale             | Finale             | Finale | Finale | Finale | Finale | Finale |  |
|  |                        |                        |                        |                  |                  |  |  |                        |                        |                       |                       |            |   |   |                    |                    |        |        |        |        |        |  |
|  | Danbury Hat Tricks     | Danbury Hat Tricks     | Danbury Hat Tricks     | 7                | 7                |  |  |                        |                        |                       |                       |            |   |   |                    |                    |        |        |        |        |        |  |
|  | Elmira Mammoth         | Elmira Mammoth         | Elmira Mammoth         | 2                | 1                |  |  | Danbury Hat Tricks     | Danbury Hat Tricks     | 1                     | 5                     | 3          |   |   |                    |                    |        |        |        |        |        |  |
|  | Binghamton Black Bears | Binghamton Black Bears | Binghamton Black Bears | 6                | 6                |  |  | Binghamton Black Bears | Binghamton Black Bears | 6                     | 2                     | 1          |   |   |                    |                    |        |        |        |        |        |  |
|  | Watertown Wolves       | Watertown Wolves       | Watertown Wolves       | 2                | 1                |  |  |                        |                        |                       |                       |            |   |   | Danbury Hat Tricks | Danbury Hat Tricks | 2      | 1      | 6      | 4      | 3†     |  |
|  | Carolina Thunderbirds  | Carolina Thunderbirds  | Carolina Thunderbirds  | 6                | 5†               |  |  |                        |                        | Carolina Thunderbirds | Carolina Thunderbirds | 6          | 5 | 2 | 3                  | 2                  |        |        |        |        |        |  |
|  | Port Huron Prowlers    | Port Huron Prowlers    | Port Huron Prowlers    | 3                | 4                |  |  | Carolina Thunderbirds  | Carolina Thunderbirds  | 1                     | 6†                    | 4          |   |   |                    |                    |        |        |        |        |        |  |
|  | Columbus River Dragons | Columbus River Dragons | Columbus River Dragons | 2                | 7                |  |  | Columbus River Dragons | Columbus River Dragons | 6                     | 5                     | 3          |   |   |                    |                    |        |        |        |        |        |  |
|  | Motor City Rockers     | Motor City Rockers     | Motor City Rockers     | 1                | 2                |  |  |                        |                        |                       |                       |            |   |   |                    |                    |        |        |        |        |        |  |

Legenda: † = partita terminata ai tempi supplementari